# Ali Treki

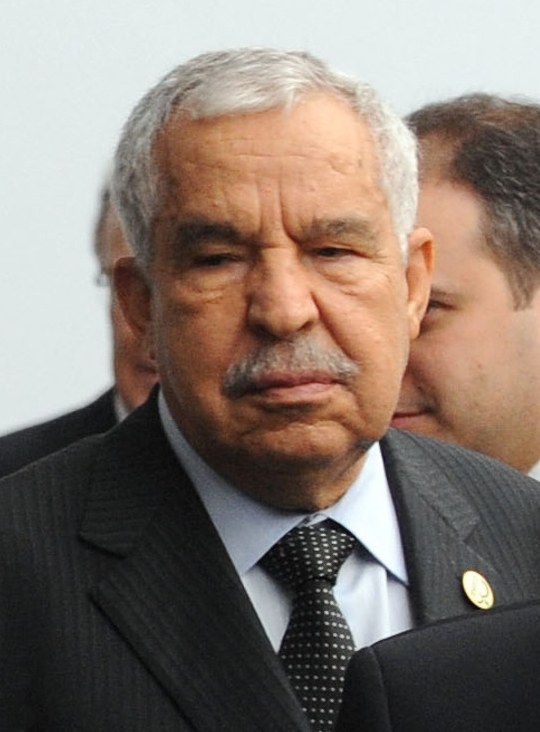
Ali Treki (2010)

Ali Abdussalam Treki, auch Triki (arabisch علي عبد السلام التريكي, DMG ʿAlī ʿAbd as-Salām at-Turaikī; * 1938 in Misrata; † 19. Oktober 2015 in Kairo), war ein libyscher Diplomat, der zwischen 1976 und 1982 sowie erneut von 1984 bis 1986 Außenminister seines Landes sowie 2009 Präsident der 64. Generalversammlung der Vereinten Nationen war.

## Leben
Nach dem Schulbesuch absolvierte Treki zunächst ein Studium der Geschichtswissenschaft an der Universität Bengasi und schloss dieses mit einem Bachelor ab. Ein postgraduales Studium im Fach Politische Geschichte an der Universität Toulouse beendete er mit einem Doktortitel.
Im Anschluss trat Treki in den auswärtigen Dienst ein und war als Gesandter zwischen 1970 und 1973 zunächst Direktor der Politischen Verwaltung des Außenministeriums sowie anschließend Direktor der Verwaltung für Afrika, ehe er von 1974 bis 1976 stellvertretender Vizeaußenminister für politische Angelegenheiten war. Er gehörte in diesen Jahren als Mitglied und Leiter mehreren Delegationen Libyens bei Gipfeln und Konferenzen in Afrika an wie beispielsweise der Organisation für Afrikanische Einheit (OAE) sowie der daraus hervorgegangenen Afrikanischen Union.
1977 wurde Treki erstmals Außenminister Libyens und bekleidete dieses Amt bis zu seiner Ablösung durch Abd al-Ati al-Ubayyidi im Jahr 1982. Weiterhin war er Leiter der libyschen Delegation bei Gipfeln und Treffen der Arabischen Liga sowie von 1976 bis 1977 Vorsitzender des Ministerrates der Arabischen Liga. Während dieser Zeit nahm er auch an zahlreichen Treffen der Organisation der Islamischen Konferenz teil und war zeitweilig Vorsitzender von deren Ministerrat. Des Weiteren war er 1979 Leiter der libyschen Delegation beim Gipfeltreffen der Bewegung der Blockfreien Staaten in Havanna.
Nach seinem Ausscheiden aus der Regierung wurde Treki 1982 erstmals Ständiger Vertreter Libyens bei den Vereinten Nationen in New York City und übte diese Funktion bis 1984 aus. Während dieser Zeit war er zudem sowohl Vorsitzender des für Dekolonisation zuständigen vierten Hauptausschusses der Generalversammlung der Vereinten Nationen als auch Vertreter Libyens in der UN-Menschenrechtskommission sowie 1982 als Vertreter von Imre Hollai Vizepräsident der 37. UN-Generalversammlung.
1984 wurde er als Nachfolger von Abd al-Ati al-Ubayyidi erneut Außenminister und behielt dieses Amt, bis er 1984 von Kamal Hassan Mansur abgelöst wurde. Im Anschluss fungierte er zwischen 1986 und 1990 erneut als Ständiger Vertreter Libyens bei den Vereinten Nationen, ehe er danach von 1991 bis 1994 Ständiger Vertreter bei der Arabischen Liga in Kairo war. Danach war er zwischen 1995 und 1999 Botschafter in Frankreich.
Treki, der innerhalb der Afrikanischen Union eine maßgebliche Rolle spielte und als Vermittler in zahlreichen Konflikten wie zum Beispiel in Sudan, Tschad, Äthiopien, Eritrea, Dschibuti, Bosnien und Herzegowina, Zypern und den Philippinen tätig war, wurde am 18. September 2003 erneut Ständiger Vertreter bei den Vereinten Nationen. 2004 erfolgte zugleich seine Berufung als Minister für Angelegenheiten der Afrikanischen Union in das Kabinett Libyens.
Am 10. Juni 2009 erfolgte seine Wahl zum Präsidenten der 64. Sitzung der UN-Generalversammlung und damit zum Nachfolger von Miguel d’Escoto Brockmann. Dieses Amt bekleidete er bis zu seiner Ablösung durch Joseph Deiss 2010.
Während des Bürgerkrieges in Libyen wurde Treki am 4. März 2011 von der Regierung von Muammar al-Gaddafi erneut zum Ständigen Vertreter bei den Vereinten Nationen ernannt. Allerdings wurde ihm von der Regierung der USA kein Einreisevisum erteilt, so dass Außenminister Mussa Kussa am 29. März 2011 erklärte, dass die Wahrnehmung der Interessen vorübergehend durch den Vertreter Nicaraguas, Miguel d’Escoto Brockmann, übernommen werde.